# 别洛戈里耶农村居民点
别洛戈里耶农村居民点（俄语：Белогорьевское сельское поселение）是俄罗斯联邦沃罗涅日州波德戈连斯基区所属的一个农村居民点。其下辖有4个居民点，行政中心为别洛戈里耶。据2016年统计，该农村居民点的人口为2342人。